# Pinus montezumae
El pino moctezuma o pino chamaite, también conocido como ocote (Pinus montezumae) es un árbol de la familia de las pinaceaes de más de 20 metros de alto. Se encuentra desde Tamaulipas hasta Chiapas, México y llega hasta Guatemala. Habita en bosques templados en las laderas y cimas de las montañas de México. Está muy relacionado con el pino escobetón (Pinus devoniana), el pino apache (Pinus engelmannii) y el ocote pardo (Pinus hartwegii). Tiene gran variación en la forma de conos y hojas y también forma híbridos con otros pinos.  

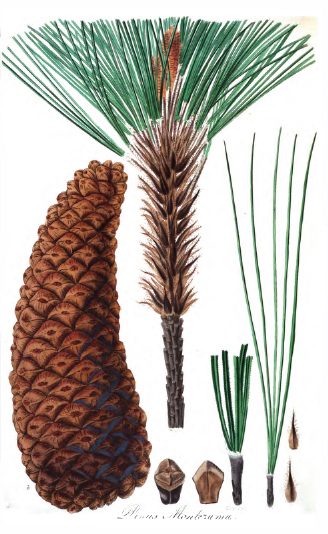
Ilustración

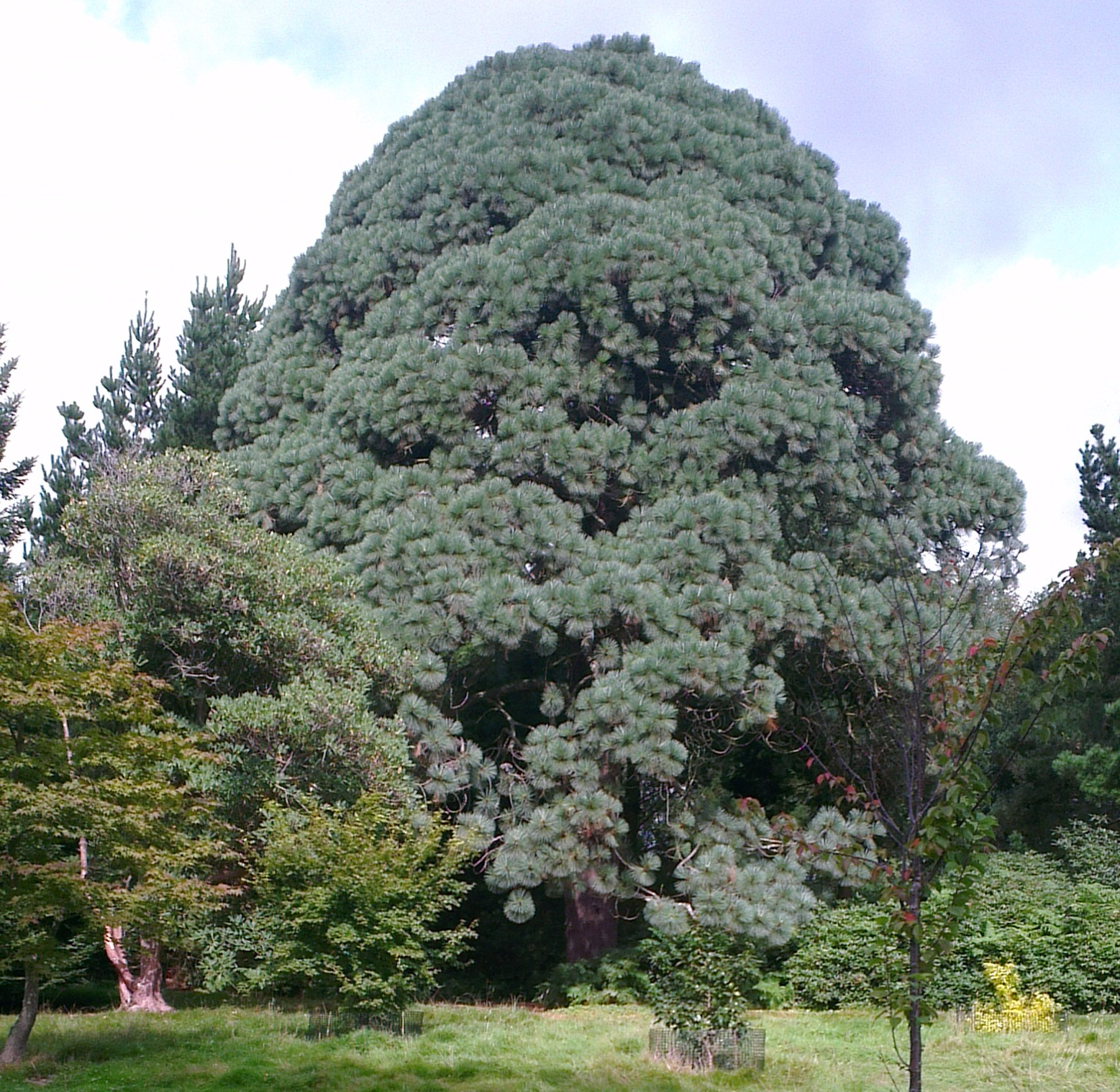
Vista del árbol

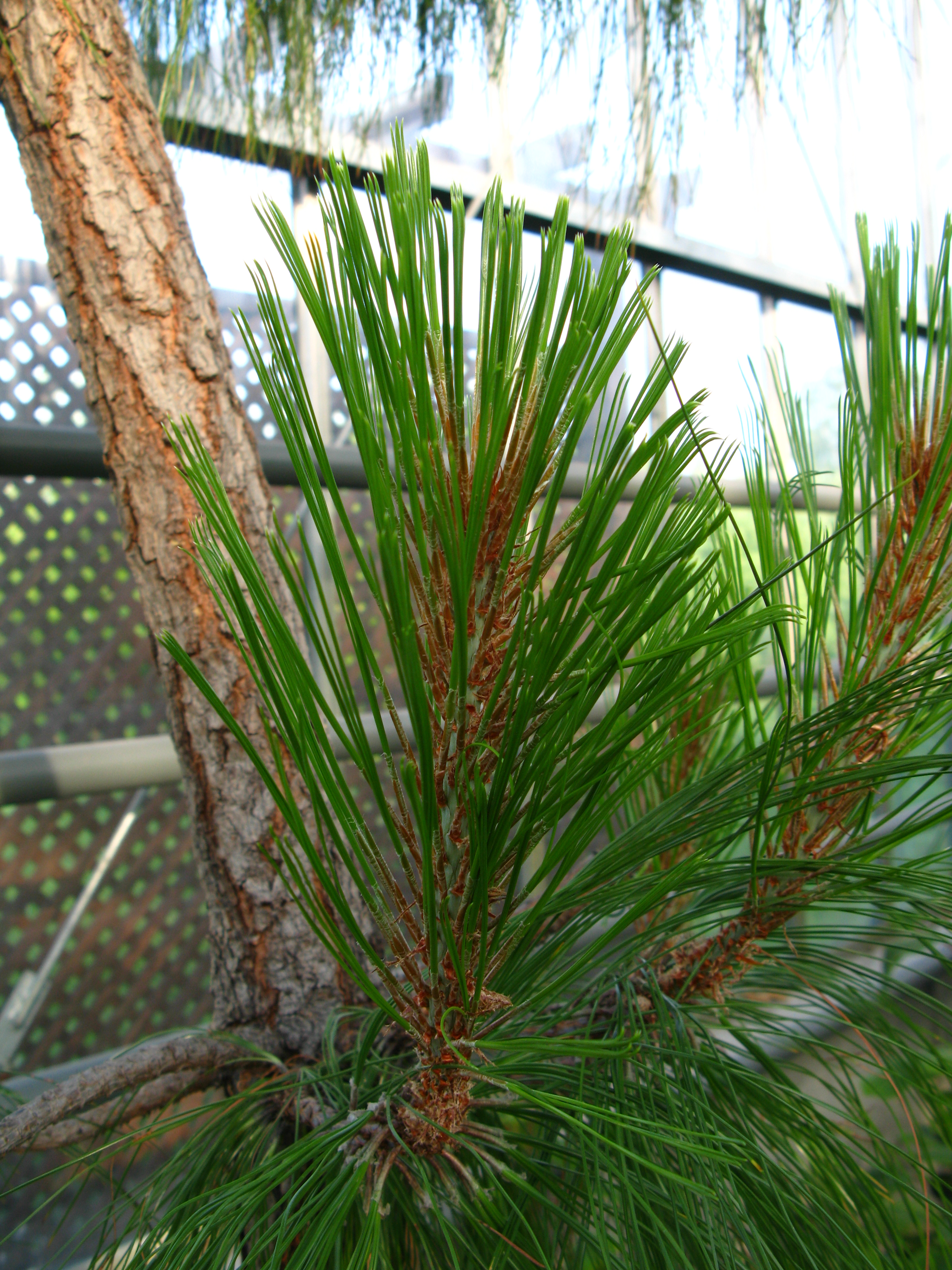
Detalle

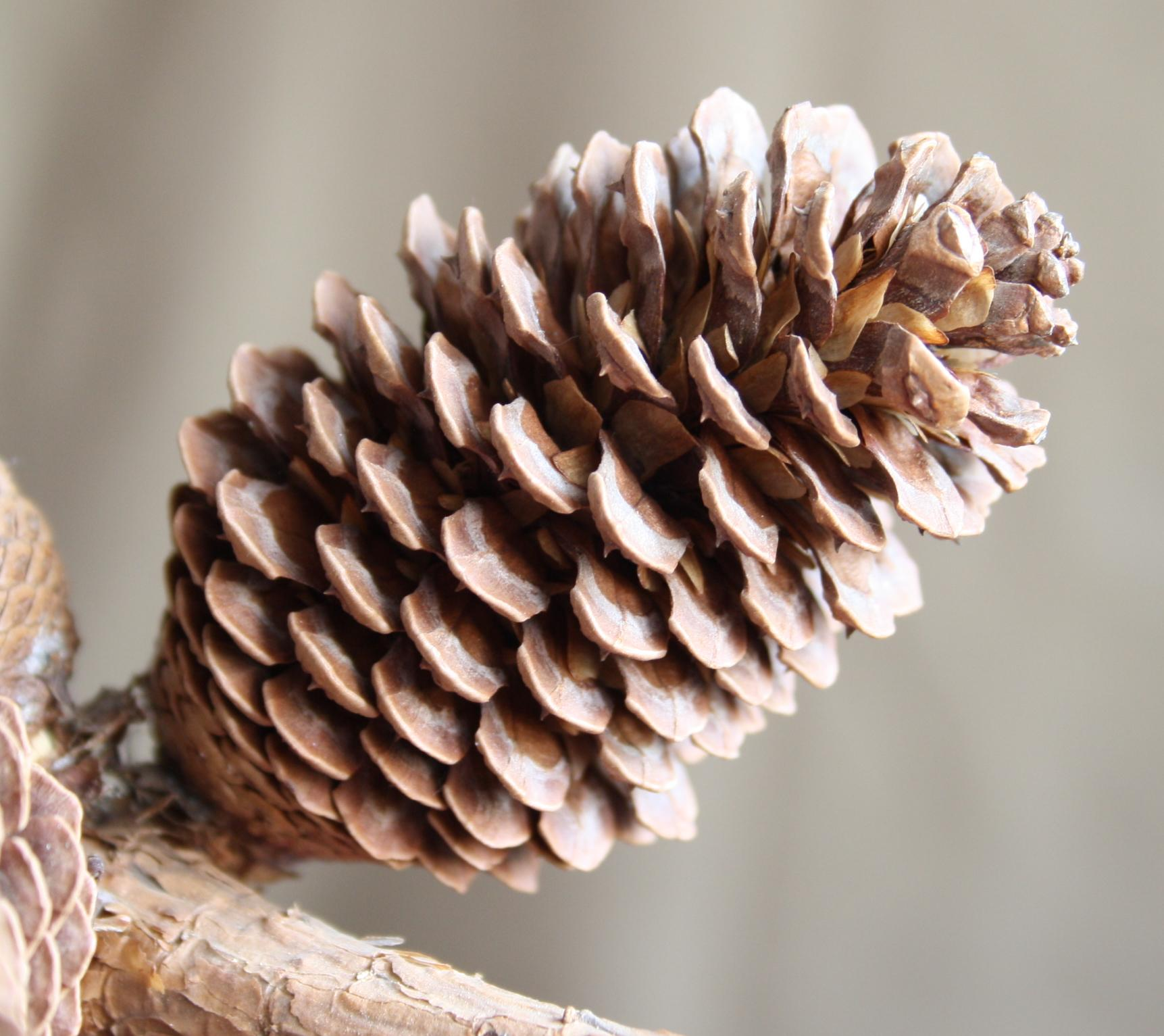
Conos

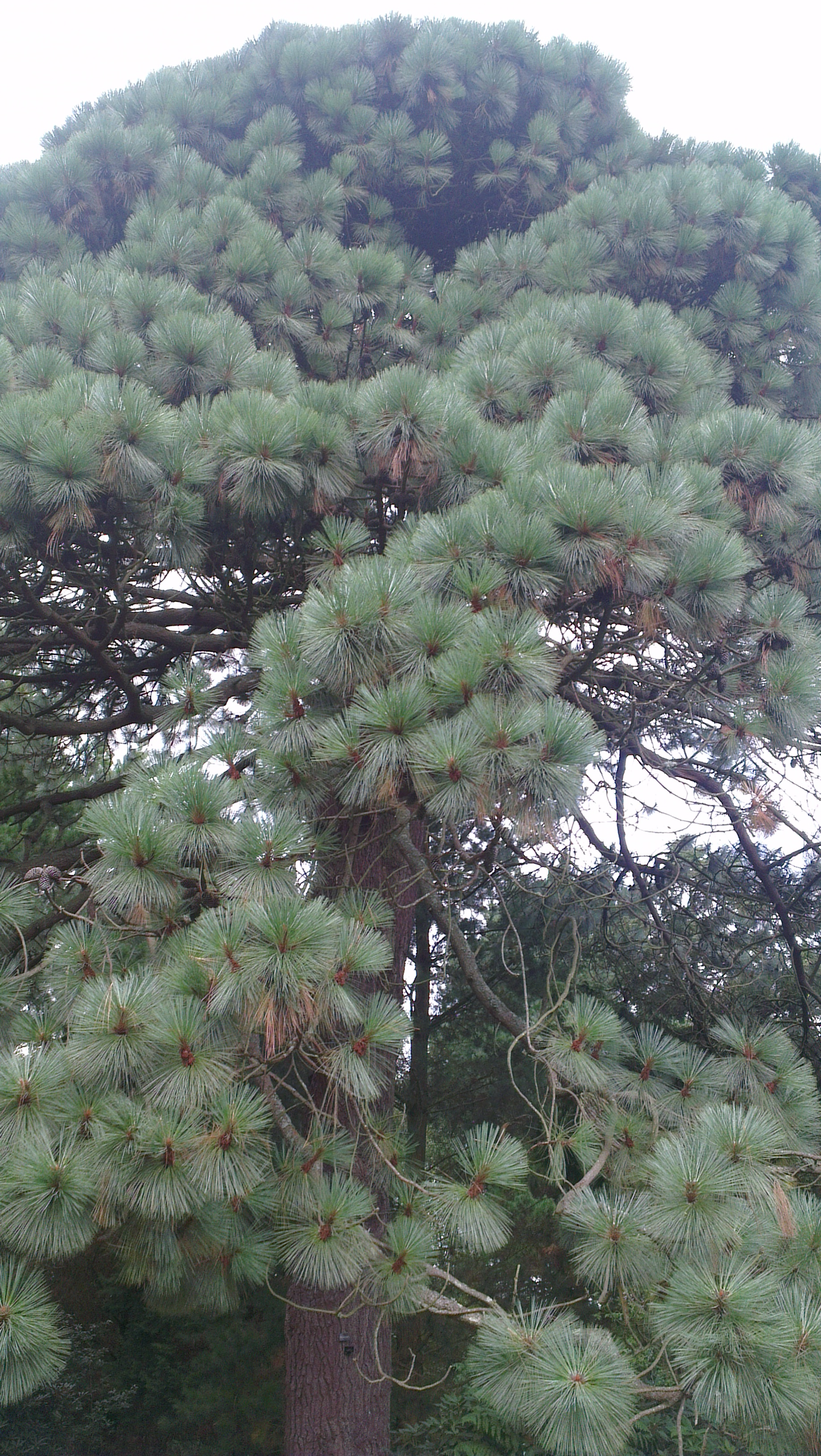
Vista del árbol

## Descripción
Esta conífera desprende una resina aromática que arde con facilidad cuando entra en contacto con el fuego. En algunos lugares su madera se utiliza para la construcción y también como combustible. Es un árbol con una altura de entre 20 y 35 m y tronco hasta 80 cm de diámetro; sus hojas forman generalmente grupos de cinco, de color verde oscuro, la corteza de este árbol es de una tonalidad café rojizo. Su madera es blanca y resinosa. Sus hojas son largas y miden de 15 a 40 cm y sus conos semilleros son muy grandes. Este pino tiene un crecimiento muy particular como una estrategia para su desarrollo que se ha denominado "grass stage". Durante mucho tiempo el follaje no crece pero la raíz se desarrolla mucho, posteriormente, en un momento dado comienza el crecimiento de tallo y copa. 

## Distribución
Crece en bosques de pino y encino en lugares entre los 1400 y 3200 m sobre el nivel del mar, con lluvias entre 900 y 1600 mm y con una temperatura media anual de 11 a 18 °C, por lo que se puede encontrar en las zonas boscosas de las montañas de México, Guatemala y zonas norte de El Salvador.  Las ciudades de Ocotlán en Jalisco, Ocotlan de Morelos en Oaxaca, Ocotal en Nicaragua y El Ocotal en Costa Rica derivan sus nombres de esta palabra. El antiguo nombre de Ciudad Cuauhtémoc era Ocotal.

## Taxonomía
Pinus montezumae fue descrito por Aylmer Bourke Lambert  y publicado en A Description of the Genus Pinus, ed. 3 1: 39, t. 22. 1832.
Etimología
Pinus: nombre genérico dado en latín al pino.
montezumae: epíteto
Sinonimia
| - Pinus antoineana Roezl - Pinus aztecaensis Roezl - Pinus backhousiana Roezl ex Gordon - Pinus boothiana Roezl - Pinus boucheiana Roezl - Pinus bullata Roezl - Pinus carrierei Roezl - Pinus chalmaensis Roezl ex Gordon - Pinus coarctata Roezl - Pinus cornea Roezl ex Gordon - Pinus decaisneana Roezl - Pinus depauperata Roezl ex Gordon - Pinus doelleriana Roezl - Pinus elegans Roezl - Pinus exserta Roezl - Pinus grandis Roezl - Pinus haageana Roezl - Pinus hendersonii Roezl - Pinus horizontalis Roezl - Pinus inflexa Roezl - Pinus jostii Roezl - Pinus keteleeri Roezl - Pinus leroyi Roezl ex Gordon - Pinus monstrosa Roezl - Pinus ne-plus-ultra Roezl ex Gordon - Pinus nesselrodiana Roezl - Pinus nitida Roezl - Pinus occidentalis Kunth - Pinus ocote Roezl ex Gordon - Pinus ortgiesiana Roezl - Pinus paxtonii Roezl - Pinus pescatarei Roezl - Pinus pescatorei Roezl ex Carrière - Pinus planchonii Roezl - Pinus pseudostrobus Gordon - Pinus retracta Roezl ex Gordon - Pinus richardiana Roezl - Pinus rinzii Roezl - Pinus rohanii Roezl - Pinus rubescens Roezl - Pinus rumeliana Roezl - Pinus russelliana Lindl. - Pinus san-rafaeliana Roezl - Pinus soulangeana Roezl - Pinus spinosa Roezl - Pinus tenangaensis Roezl - Pinus thelemannii Roezl - Pinus thibaudiana Roezl - Pinus tomacocaensis Roezl ex Gordon - Pinus troubezkoiana Roezl - Pinus valida Roezl - Pinus van-geertii Roezl - Pinus van-houttei Roezl - Pinus zacatlanae Roezl - Pinus zitacuarii Roezl |